# Herbert E. Hitchcock
Herbert Emery Hitchcock, född 22 augusti 1867 i Maquoketa, Iowa, död 17 februari 1958 i Mitchell, South Dakota, var en amerikansk demokratisk politiker. Han representerade delstaten South Dakota i USA:s senat 1936–1938.
Hitchcock studerade juridik vid University of Chicago. Han inledde 1896 sin karriär som advokat i Mitchell, South Dakota. Han valdes 1909, 1911 och 1929 till delstatens senat.
Senator Peter Norbeck avled 1936 i ämbetet. Hitchcock utnämndes till USA:s senat fram till fyllnadsvalet i november 1938. Hitchcock förlorade i demokraternas primärval och lyckades således inte förlänga sitt mandat i senaten.
Hitchcocks grav finns på Graceland Cemetery i Mitchell, South Dakota.